# Humant papillomvirus
Humant papillomvirus, eller HPV, är ett virus som tillhör familjen papillomvirus. Viruset infekterar selektivt slemhinnor och hudens skivepitel. Infektionerna kan vara helt utan symptom, producera vårtor eller associeras med ett flertal både godartade och elakartade svulster/tumörer. HPV-infektion i området omkring könsorganet är den vanligaste könssjukdomen globalt.

## Uppbyggnad
Molekylvikten för en viruspartikel ligger ungefär på 5x106 u och dess diameter ligger mellan 50 och 55 nm. Virusets DNA består av cirka 7 900 baspar. Fram till mitten av 1970-talet trodde man att det bara fanns en variant av viruset, men det visade sig vara fel och fram till 1994 hade man identifierat över 60 typer. Numera räknar man över 200 olika typer av HPV. På grund av att papillomvirus är artspecifika och att man bara har lyckats odla typ 1 och 11 på mänsklig vävnad inplanterad hos möss så är det svårt att komma över stora mängder av de olika typerna av viruset varför viruset inte har blivit fullständigt kartlagt.

## Diagnostisering
Eftersom de flesta vårtor (Verruca) är synliga så kan läkare med hjälp av vårtans historia samt fysisk undersökning korrekt diagnostisera den. När det gäller undersökning av vaginan och livmoderhalsen kan ett kolposkop vara användbart. Papanicolaous test kan användas för att hitta cytologiska bevis på HPV-infektioner i livmoderhalsen eller ändtarmen. I tveksamma fall bör en biopsi utföras i det misstänkta området och provet undersökas med histologiska metoder. Det finns även mer avancerade sätt att diagnosticera HPV-infektioner på. Serologiska metoder används dock inte för diagnosticering, eftersom de inte är användbara i individuella fall.

## Behandling
Behandlingsmetoden av vårtorna beror på flera faktorer, bland annat ålder, tidigare behandling, placering, antal, storlek och typ av vårta. Vissa vårtor går tillbaka av sig själva men alla vårtor bör behandlas för att hindra viruset från att spridas. Behandlingen kan göras kemiskt (till exempel med syror eller formalin), fysiskt (till exempel med elektrokirurgi, vanlig kirurgi eller CO2-laser), med kemoterapi eller med immunoterapi. Behandlingen kan ta lång tid och behöva upprepas.
| Sjukdom                                       | Associerad typ av HPV                          |
| --------------------------------------------- | ---------------------------------------------- |
| Djupa fotvårtor                               | 1, 2, 4                                        |
| Vanliga vårtor                                | 1, 2, 4, 26, 27, 29, 41, 57                    |
| Vanliga vårtor hos personer som hanterar kött | 7                                              |
| Flata vårtor                                  | 3, 10, 27, 28, 41, 49                          |
| Lewandowsky-Lutz dysplasi                     | 5, 8, 9, 12, 14, 15, 17, 19-25, 36, 46, 47, 50 |
| Kondylom                                      | 6, 11, 30, 42-45, 51, 54                       |
| Intraepitelial neoplasi (ospecificerad)       | 30, 33-35, 39, 40, 42-45, 51-53, 56-59, 66     |
| Bowens sjukdom                                | 16, 31, 34                                     |
| Höggradig onormal tillväxt av vävnad          | 16, 18                                         |
| Låggradig onormal tillväxt av vävnad          | 6, 11, 31, 42, 45, 51                          |
| Livmoderhalscancer                            | 16, 18, 31, 33, 35, 39, 45, 51, 52, 56, 58     |
| Laryngealt papillom                           | 6, 11, 30                                      |
| Bindhinnepapillom                             | 6, 11                                          |

## Vaccin
Det finns tre olika vacciner mot HPV-infektion:
- 2-valent vaccin som skyddar mot HPV-typer 16 och 18 (Marknadsförs inte längre)
- 4-valent vaccin som skyddar mot HPV-typer 6, 11, 16 och 18.
- 9-valent vaccin som skyddar mot HPV-typer 6, 11, 16, 18, 31, 33, 45, 52 och 58.

Idag används endast det 9-valenta vaccinet i Sverige. Vaccinet är godkänt för barn från 9 år och erbjuds till alla barn i årskurs fem genom det nationella skolbaserade vaccinationsprogrammet. Vaccinet infördes i det skolbaserade vaccinationsprogrammet 2012 men erbjöds då endast till flickor, sedan höstterminen 2020 erbjuds alla barn HPV vaccination.
Vaccinet är effektivt och har i ett antal studier visat sig förebygga förekomsten av könsvårtor (kondylom), cellförändringar i livmoderhalsen samt livmoderhalscancer . Vaccinet ger bäst immunrespons när det ges i pre-pubertal ålder och innan man smittats av HPV. Vaccinet kan ges i äldre åldrar men skyddar då inte mot HPV-typer som man redan infekterats med .